# Eishockey-Europameisterschaft der U18-Junioren 1996
Die 29. Eishockey-Europameisterschaft der U18-Junioren fand vom 7. bis 14. April 1996 in  Ufa in Russland statt. Die Spiele der B-Gruppe wurden vom  23. bis 29. März 1996 in Sosnowiec und Tychy in Polen ausgetragen. Die C-Gruppe spielte vom  15. bis 19. März 1996 in Maribor in Slowenien. Die  bulgarische Hauptstadt Sofia war vom  6. bis 10. März 1996 Austragungsort der D-Gruppe.

## A-Gruppe
Das Turnier der A-Gruppe wurde im Sportpalast Salawat Julajew in Ufa ausgetragen.

### Vorrunde
Gruppe 1
| Spiele        | FIN | RUS | CZE | SVK | Tore  | Pkt. |
| ------------- | --- | --- | --- | --- | ----- | ---- |
| 1. Finnland   |     | 3:3 | 2:0 | 5:3 | 10:06 | 5:1  |
| 2. Russland   | 3:3 |     | 4:4 | 6:2 | 13:09 | 4:2  |
| 3. Tschechien | 0:2 | 4:4 |     | 3:1 | 07:07 | 3:3  |
| 4. Slowakei   | 3:5 | 2:6 | 1:3 |     | 06:14 | 0:6  |

Gruppe 2
| Spiele         | SWE  | SUI | GER | BLR  | Tore  | Pkt. |
| -------------- | ---- | --- | --- | ---- | ----- | ---- |
| 1. Schweden    |      | 4:2 | 6:0 | 11:2 | 21:04 | 6:0  |
| 2. Schweiz     | 2:4  |     | 5:4 | 5:2  | 12:10 | 4:2  |
| 3. Deutschland | 0:6  | 4:5 |     | 4:3  | 08:14 | 2:4  |
| 4. Belarus     | 2:11 | 2:5 | 3:4 |      | 07:20 | 0:6  |

### Endrunde
Für die beiden Gruppen der Endrunde wurden die untereinander erzielten Ergebnisse aus der Vorrunde übernommen. Diese Resultate sind hier in Klammern dargestellt.
Meisterrunde
| Spiele      | RUS   | FIN   | SWE   | SUI   | Tore  | Pkt. |
| ----------- | ----- | ----- | ----- | ----- | ----- | ---- |
| 1. Russland |       | (3:3) | 5:2   | 8:1   | 16:06 | 5:1  |
| 2. Finnland | (3:3) |       | 3:0   | 4:3   | 10:06 | 5:1  |
| 3. Schweden | 2:5   | 0:3   |       | (4:2) | 06:10 | 2:4  |
| 4. Schweiz  | 1:8   | 3:4   | (2:4) |       | 06:16 | 0:6  |

Platzierungsrunde
| Spiele         | CZE   | GER   | SVK   | BLR   | Tore  | Pkt. |
| -------------- | ----- | ----- | ----- | ----- | ----- | ---- |
| 1. Tschechien  |       | 8:0   | (3:1) | 10:1  | 21:02 | 6:0  |
| 2. Deutschland | 0:8   |       | 6:4   | (4:3) | 10:15 | 4:2  |
| 3. Slowakei    | (1:3) | 4:6   |       | 7:4   | 12:13 | 2:4  |
| 4. Belarus     | 1:10  | (3:4) | 4:7   |       | 08:21 | 0:6  |

### Meistermannschaften
| U18-Europameister Russland | Denis Chlopotnow, Konstantin Tschaschtschuchin – Andrei Markow, Andrei Sjusin, Sergei Simakow, Nikolai Ignatow, Pawel Trachanow, Juri Dolgow, Dmitri Plechanow, Maxim Solowjow, Jewgeni Saposchkow – Oleg Kwascha, Andrei Petrunin, Sergei Samsonow, Dmitri Wlassenkow, Juri Babenko, Maxim Afinogenow, Wladimir Antipow, Jegor Michailow, Wadim Awerkin, Andrei Sidjakin, Alexei Krowopuskow Trainerstab: Wladimir Schadrin, Sergei Gimajew |
| Silber Finnland            | Mika Noronen, Jani Riihinen – Juha Gustafsson, Timo Ahmaoja, Samuli Jalkanen, Pasi Petriläinen, Ari Vallin, Jyrki Valta, Jaakko Uhlbäck, Ilkka Mikkola, Toni Alasaarela, Olli Jokinen, Timo Seikkula, Mikko Kinnunen, Niko Kapanen, Kari Kalto, Timo Vertala, Mikko Niinikoski, Juha-Matti Vanhanen, Teemu Elomo, Eero Somervuori, Johannes Alanen                                                                                           |
| Bronze Schweden            | Johan Holmqvist, Martin Holst – Per Hållberg, Pierre Hedin, Mikael Johansson, Jonas Stöpfgeshoff, Pär Styf, Andreas Lindh, Jan Sandström, Josef Boumedienne, Niclas Wallin – Henrik Andersson, Magnus Svensson, Kim Cannerheim, Marcus Nilson, Kristian Huselius, Johan Ramstadt, Johan Forsander, Daniel Wagström, Peter Andersson, Mikael Simons, Kristoffer Stark, Magnus Nilsson                                                         |

### Auszeichnungen
| Auszeichnung       | Spieler       | Team        |
| ------------------ | ------------- | ----------- |
| Top-Scorer         | Marco Sturm   | Deutschland |
| Bester Torhüter    | Adam Svoboda  | Tschechien  |
| Bester Verteidiger | Andrei Sjusin | Russland    |
| Bester Stürmer     | Marcus Nilson | Schweden    |

All-Star-Team
| Angriff:      | Sergei Samsonow – Marco Sturm – Wladimir Antipow |
| Verteidigung: | Pasi Petriläinen – Andrei Sjusin                 |
| Tor:          | Mika Noronen                                     |

## B-Gruppe

### Vorrunde
Gruppe 1
| Spiele      | UKR | NOR | ITA | HUN | Tore  | Pkt. |
| ----------- | --- | --- | --- | --- | ----- | ---- |
| 1. Ukraine  |     | 6:2 | 6:1 | 5:3 | 17:06 | 6:0  |
| 2. Norwegen | 2:6 |     | 6:3 | 6:1 | 14:10 | 4:2  |
| 3. Italien  | 1:6 | 3:6 |     | 3:0 | 07:12 | 2:4  |
| 4. Ungarn   | 3:5 | 1:6 | 0:3 |     | 04:14 | 0:6  |

Gruppe 2
| Spiele        | DEN  | FRA | POL  | ROM  | Tore  | Pkt. |
| ------------- | ---- | --- | ---- | ---- | ----- | ---- |
| 1. Dänemark   |      | 6:3 | 7:5  | 12:4 | 25:12 | 6:0  |
| 2. Frankreich | 3:6  |     | 7:3  | 8:3  | 18:12 | 4:2  |
| 3. Polen      | 5:7  | 3:7 |      | 20:0 | 28:14 | 2:4  |
| 4. Rumänien   | 4:12 | 3:8 | 0:20 |      | 07:40 | 0:6  |

### Endrunde
Für die beiden Gruppen der Endrunde wurden die untereinander erzielten Ergebnisse aus der Vorrunde übernommen. Diese Resultate sind hier in Klammern dargestellt.
Aufstiegsrunde
| Spiele        | UKR   | DEN   | FRA   | NOR   | Tore  | Pkt. |
| ------------- | ----- | ----- | ----- | ----- | ----- | ---- |
| 1. Ukraine    |       | 5:4   | 4:2   | (6:2) | 41:02 | 6:0  |
| 2. Dänemark   | 4:5   |       | (6:3) | 3:2   | 14:15 | 4:2  |
| 3. Frankreich | 2:4   | (3:6) |       | 5:1   | 11:23 | 2:4  |
| 4. Norwegen   | (2:6) | 2:3   | 1:5   |       | 07:33 | 0:6  |

Abstiegsrunde
| Spiele      | POL    | ITA   | HUN   | ROM    | Tore  | Pkt. |
| ----------- | ------ | ----- | ----- | ------ | ----- | ---- |
| 1. Polen    |        | 6:0   | 7:4   | (20:0) | 33:04 | 6:0  |
| 2. Italien  | 0:6    |       | (3:0) | 9:4    | 12:10 | 4:2  |
| 3. Ungarn   | 4:7    | (0:3) |       | 7:0    | 11:10 | 2:4  |
| 4. Rumänien | (0:20) | 4:9   | 0:7   |        | 04:36 | 0:6  |

### Auszeichnungen
| Auszeichnung       | Spieler             | Team     |
| ------------------ | ------------------- | -------- |
| Top-Scorer         | Leszek Laszkiewicz  | Polen    |
| Bester Torhüter    | Michael Senderovitz | Dänemark |
| Bester Verteidiger | Jarosław Kuc        | Polen    |
| Bester Stürmer     | Kim Staal           | Dänemark |

All-Star-Team
| Angriff:      | Kim Staal – Leszek Laszkiewicz – Christian Fabricius |
| Verteidigung: | Maksym Lynnyk – Serhij Sadj                          |
| Tor:          | Grégory Fougère                                      |

## C-Gruppe

### Vorrunde
Gruppe 1
| Spiele            | AUT | EST | GBR  | KRO  | Tore  | Pkt. |
| ----------------- | --- | --- | ---- | ---- | ----- | ---- |
| 1. Österreich     |     | 1:1 | 4:3  | 9:1  | 14:05 | 5:1  |
| 2. Estland        | 1:1 |     | 3:3  | 6:4  | 10:08 | 4:2  |
| 3. Großbritannien | 3:4 | 3:3 |      | 10:2 | 16:09 | 3:3  |
| 4. Kroatien       | 1:9 | 4:6 | 2:10 |      | 07:25 | 0:6  |

Gruppe 2
| Spiele       | SLO  | LAT  | LTU  | ESP  | Tore  | Pkt. |
| ------------ | ---- | ---- | ---- | ---- | ----- | ---- |
| 1. Slowenien |      | 3:0  | 16:3 | 13:0 | 32:03 | 6:0  |
| 2. Lettland  | 0:3  |      | 12:3 | 13:0 | 25:06 | 4:2  |
| 3. Litauen   | 3:16 | 3:12 |      | 11:0 | 17:28 | 2:4  |
| 4. Spanien   | 0:13 | 0:13 | 0:11 |      | 00:37 | 0:6  |

### Platzierungsspiele
| Spiel um Platz 7 | Kroatien       | 10:2 (5:0, 1:0, 4:2) | Spanien    |  |
| Spiel um Platz 5 | Großbritannien | 12:3 (4:1, 4:1, 4:1) | Litauen    |  |
| Spiel um Platz 3 | Lettland       | 9:2 (4:0, 1:2, 4:0)  | Estland    |  |
| Finale           | Slowenien      | 4:3 (1:1, 3:1, 0:1)  | Österreich |  |

### Auszeichnungen
| Auszeichnung       | Spieler            | Team       |
| ------------------ | ------------------ | ---------- |
| Top-Scorer         | Vadims Romanovskis | Lettland   |
| Bester Torhüter    | Gaber Glavič       | Slowenien  |
| Bester Verteidiger | Robert Lukas       | Österreich |
| Bester Stürmer     | Tomaž Razingar     | Slowenien  |

## D-Gruppe

### Vorrunde
Gruppe 1
| Spiele         | NED  | BUL  | TUR  | Tore  | Pkt. |
| -------------- | ---- | ---- | ---- | ----- | ---- |
| 1. Niederlande |      | 16:0 | 40:0 | 56:0  | 4:0  |
| 2. Bulgarien   | 0:16 |      | 23:1 | 23:17 | 2:2  |
| 3. Türkei      | 0:40 | 1:23 |      | 01:63 | 0:4  |

Gruppe 2
| Spiele          | YUG | ISR | GRE | Tore | Pkt. |
| --------------- | --- | --- | --- | ---- | ---- |
| 1. Jugoslawien  |     | 6:2 | –:– | 6:2  | 2:0  |
| 2. Israel       | 2:6 |     | –:– | 2:6  | 0:2  |
| 3. Griechenland | –:– | –:– |     | –:–  | –:–  |

Griechenland nahm nicht mit der erforderlichen Mindestanzahl von Spielern an der Europameisterschaft teil. Die Spiele der Griechen wurden annulliert und als Freundschaftsspiele gewertet. Sie hatten gegen Jugoslawien mit 0:14 und gegen Israel mit 0:5 verloren. Das ebenfalls inoffizielle Platzierungsspiel gegen den Dritten der anderen Vorrundengruppe gewannen die Griechen gegen die Türkei mit 7:5 (2:2, 2:0, 3:3).

### Platzierungsspiele
| Spiel um Platz 3 | Israel      | 4:3 n. V. (0:2, 3:0, 0:1, 1:0) | Bulgarien   |  |
| Finale           | Niederlande | 6:4 (2:2, 0:2, 4:0)            | Jugoslawien |  |

### Auszeichnungen
| Auszeichnung       | Spieler          | Team        |
| ------------------ | ---------------- | ----------- |
| Top-Scorer         | Maarten Loos     | Niederlande |
| Bester Torhüter    | Sergei Ostrovski | Israel      |
| Bester Verteidiger | Bram Adema       | Niederlande |
| Bester Stürmer     | Dejan Pavićević  | Jugoslawien |